# Hóa học vũ trụ

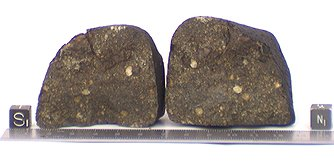
Thiên thạch là đối tượng nghiên cứu chủ yếu của hoá học vũ trụ.

Hoá học vũ trụ là khoa học nghiên cứu về các vật chất trong vũ trụ về phương diện hoá học. Thuật ngữ này dịch từ tiếng Anh "Cosmochemistry" là thuật ngữ ghép từ tiếng Hy Lạp κόσμς (nghĩa là "vũ trụ") và  χημεία (nghĩa là "hoá học"). Khoa học này cũng còn được gọi là "chemical cosmology" (vũ trụ học hoá chất), nghiên cứu về thành phần hóa học của vật chất trong vũ trụ và các quá trình biến đổi các thành phần đó, là một nhánh của hóa học nghiên cứu thành phần hóa học và những thay đổi các chất trong vũ trụ.
Nội dung nghiên cứu nói trên chỉ thực hiện được chủ yếu là nghiên cứu thành phần hóa học của thiên thạch cũng như các vật thể khác từ vũ trụ và kính thiên văn quang phổ trong hoặc ngoài phạm vi Hệ Mặt trời. Hoá học vũ trụ nghiên cứu về thành phần hóa học của vật chất trong vũ trụ và các quá trình dẫn đến các vật chất đó. Điều này được thực hiện chủ yếu thông qua nghiên cứu thành phần hóa học của thiên thạch và các mẫu vật lý khác. Bởi vì thiên thạch rơi xuống Trái Đất đều xuất phát từ thiên thể "cha mẹ" của nó, mà thiên thể "cha mẹ" có thể là một trong khối vật chất rắn đầu tiên ngưng tụ từ tinh vân mặt trời ban đầu, nên hoá học vũ trụ học nói chung, nhưng không chỉ quan tâm đến các vật thể thuộc hệ Mặt Trời, mà còn quan tâm nhiều đến các vật thể ngoài hệ.

## Lược sử
- Năm 1938, nhà khoáng vật học người Thụy Sĩ Victor Goldschmidt và các đồng nghiệp của ông đã công bố một danh sách mà họ gọi là "sự phong phú của vũ trụ" (cosmic abundances), trong đó liệt kê kết quả phân tích của họ về mẫu vật ở mặt đất và ở thiên thạch.[4]  Nhận định về kết quả này, Goldschmidt cho rằng dữ liệu về thành phần hoá học của thiên thạch hiển nhiên là chính xác và khách quan hơn là dữ liệu về khoáng chất lấy trong địa quyển vốn có của Trái Đất hay kể cả trong khí quyển, bởi vì đất, đá ở mặt đất đã bị thay đổi đáng kể về mặt hóa học do các quá trình vốn có của Trái Đất và tác động của khí quyển. Do đó, Goldschmidt kết luận rằng vật liệu ngoài Trái Đất mà chủ yếu là thiên thạch phải được đưa vào nội dung nghiên cứu để có dữ liệu chính xác hơn về hoá chất ngoài vũ trụ cùng các biến đổi của chúng. Kết luận của nghiên cứu này được coi là nền tảng của hoá học vũ trụ hiện đại.[1][3]
- Trong những năm 1950 và 1960, môn hoá học vũ trụ không chỉ được chấp nhận mà còn phát triển, trong sự phát triển đó Harold Urey được coi là một trong những người cha của hoá học vũ trụ.[1]  Ông tham gia vào  nhiều nghiên cứu, đã dẫn đến hiểu biết về nguồn gốc của các nguyên tố và sự phong phú về hóa học của các ngôi sao. Năm 1956, Urey và đồng nghiệp của ông là nhà hoá học người Đức Hans Suess, đã công bố bảng đầu tiên về các chất trong vũ trụ bao gồm cả các đồng vị dựa trên phân tích thiên thạch.[5]
- Việc tiếp tục hoàn thiện các thiết bị phân tích trong suốt những thập niên 1960, nhất là về phương pháp khối phổ, đã cho phép các nhà hoá học vũ trụ thực hiện các phân tích chi tiết hơn về các nguyên tố trong thiên thạch. Năm 1960, John Reynold - thông qua việc phân tích các hạt nhân tồn tại trong thời gian ngắn của các thiên thạch - đã xác định rằng các nguyên tố tạo thành hệ Mặt trời đã được hình thành trước khi hệ Mặt trời hình thành.[3][6]
- Năm 2011, một số nhà khoa học đã báo cáo sự tồn tại của những hợp chất hữu cơ phức tạp thu được từ bụi vũ trụ, gọi là    chất rắn hữu cơ vô định hình cấu trúc hỗn hợp thơm không vòng ("amorphous organic solids with a mixed aromatic-aliphatic structure"). Những chất này có thể được tạo ra một cách tự nhiên và nhanh chóng từ các ngôi sao.
- Ngày 29 tháng 8 năm 2012 - lần đầu tiên trên thế giới - các nhà thiên văn học tại Đại học Copenhagen đã công bố chính thức việc phát hiện phân tử đường glycolaldehyd từ một hệ sao rất xa, đó là hệ sao đôi IRAS 16293-2422, mỗi sao có kích thước tương tự Mặt Trời, cách nhau 700 au (astronomical units tức đơn vị thiên văn), cách Trái Đất khoảng 400 năm ánh sáng. Glycolaldehyd là một trong những vật liệu cần để tạo thành axit ribônuclêic (RNA). Phát hiện này chứng tỏ các phân tử hữu cơ phức tạp có thể hình thành trong các hệ sao sơ khai trước khi hình thành các hành tinh.
- Khoảng cuối năm 2012, các nhà khoa học của NASA đã báo cáo rằng hydrocarbon thơm đa vòng (PAH) ở môi trường liên sao (ISM), qua quá trình hydro hóa, oxy hóa và hydroxyl hóa có thể được chuyển hóa thành các chất hữu cơ phức tạp hơn như bước tiến theo con đường hình thành các amino acid và nuclêôtit.[3] Đây là một trong các bằng chứng về thế giới PAH, từ đó dẫn đến thế giới RNA và thế giới DNA ngày nay.

## Thiên thạch
- Thiên thạch là một trong những công cụ quan trọng nhất mà các nhà hoá học vũ trụ nghiên cứu để hiểu biết về bản chất hóa học của Hệ Mặt trời. Nhiều thiên thạch đến từ vật chất lâu đời như chính Hệ Mặt trời.[1][7]
- Một số thiên thạch chứa một lượng nhỏ vật chất (<0,1%) hiện được công nhận là nguyên thủy còn hơn cả chính Hệ Mặt trời, có nguồn gốc trực tiếp từ các vụ nổ big bang hoặc từ quá trình hình thành các siêu tân tinh riêng lẻ. Những vật chất này có thuộc tính hóa học kỳ lạ, khác hẳn với vật chất của Hệ mặt trời (than chì đặc biệt, kim cương hoặc silicon carbide), do thường có tỷ lệ đồng vị khác hẳn. Chẳng hạn như cacbonat chondrite là đặc biệt nguyên thủy, đã giữ lại nhiều thuộc tính hóa học kể từ khi hình thành cách đây 4,56 tỷ năm, do đó là một trọng tâm chính của hoá học vũ trụ.[3] Ngoài ra, thiên thạch cũng còn chứa các vật chất liên sao,  coi như một loại bụi vũ trụ hỗn hợp ("stardust").[1]
- Những phát hiện gần đây của NASA, dựa trên các nghiên cứu về thiên thạch được tìm thấy trên Trái Đất cũng như trong khoảng không, cho thấy các thành phần tạo nên DNA và RNA (A, T, G, X và U) có thể được hình thành ngoài Trái Đất, bởi vậy có thể xuất hiện mầm mống sự sống ngoài Trái Đất.[8][9][10]
- Thiên thạch là một trong những công cụ quan trọng nhất mà các nhà vũ trụ học để nghiên cứu bản chất hóa học của hệ mặt trời. Nhiều thiên thạch đến từ vật chất lâu đời như chính hệ mặt trời, và do đó cung cấp cho các nhà khoa học một kỷ lục từ tinh vân mặt trời đầu tiên.

## Sao chổi
Vào ngày 30 tháng 7 năm 2015, các nhà khoa học đã báo cáo rằng sau lần hạ cánh  đầu tiên của tàu đổ bộ Philê lên bề mặt sao chổi 67/P, các phép đo của các công cụ COSAC và Ptolemy đã cho biết mười sáu hợp chất hữu cơ, bốn trong số đó lần đầu tiên được nhìn thấy trên sao chổi, bao gồm cả acetamide, acetone, methyl isocyanate và propionaldehyd.

## Phát hiện gần đây

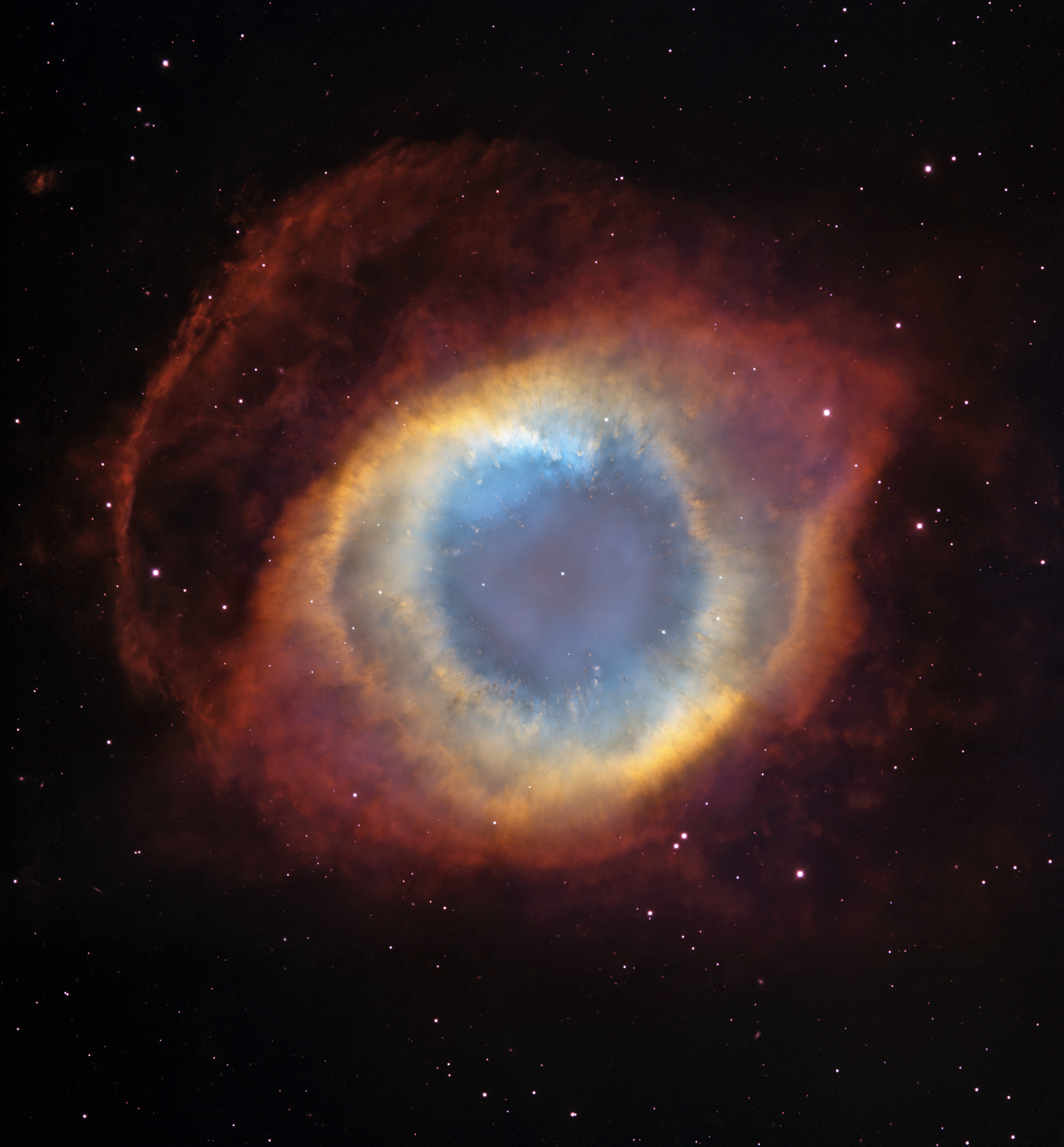
Tinh vân xoắn

- Năm 2004, các nhà khoa học cho biết đã phát hiện các dấu hiệu quang phổ của anthracene và pyrene trong tia xạ do tinh vân Hình chữ nhật Đỏ phát ra. Khám phá này được coi là bằng chứng xác nhận của giả thuyết rằng khi các tinh vân cùng loại với Hình chữ nhật Đỏ sắp hết vòng đời của chúng, các dòng đối lưu khiến cacbon và hydro trong lõi của tinh vân bị cuốn vào gió vũ trụ và lan tỏa ra ngoài. Khi chúng nguội đi, các nguyên tử được cho là liên kết với nhau theo nhiều cách khác nhau và cuối cùng tạo thành các hạt của nguyên tử.[14][15]
- Vào tháng 8 năm 2009, các nhà khoa học ở NASA lần đầu tiên xác định được một trong những thành phần hóa học cơ bản của sự sống là amino acid glycine trong một sao chổi.[16]
- Năm 2010, fullerenes (hoặc "buckyballs") được phát hiện trong một tinh vân. Fullerenes liên quan đến nguồn gốc của sự sống, nên nhà thiên văn học Letizia Stanghellini cho rằng: "Có thể những quả cầu buckyball từ không gian vũ trụ đã cấp hạt giống cho sự sống trên Trái đất.[17][18]
- Vào tháng 8 năm 2011, phát hiện của NASA, dựa trên các nghiên cứu về các thiên thạch được tìm thấy trên Trái đất, cho thấy  adenine, guanine (các thành phần của DNA và RNA). Nghĩa là chúng có thể được hình thành trong không gian vũ trụ.[8][9][10]
- Vào ngày 29 tháng 8 năm 2012, các nhà thiên văn học tại Đại học Copenhagen đã báo cáo việc phát hiện phân tử đường  glycolaldehyde   từ hệ sao đôi IRAS 16293-2422, cách Trái đất 400 năm ánh sáng.[19][20]
- Vào tháng 9 năm 2012, các nhà khoa học NASA đã báo cáo rằng các hydrocarbon thơm đa vòng (PAH) xuất hiện ở môi trường liên sao (ISM).[21][22]
- Năm 2013, Atacama Large Millimeter Array xác nhận một số hóa chất tìm thấy trong một đám mây khổng lồ cách Trái đất khoảng 25.000 năm ánh sáng ở ISM, loại phân tử đặt tên là cyanomethanimine, tạo ra ađênin và loại phân tử ethanamine  đóng vai trò hình thành alanin.[23] Do đó, Anthony Remijan ở NASA cho rằng những phân tử này có thể đã  "gieo mầm" sự sống cho các hành tinh, trong đó có Trái đất.[24]
- Vào tháng 2 năm 2014, NASA đã công bố một cơ sở dữ liệu, trong đó cho biết: hơn 20% lượng carbon trong vũ trụ có thể liên quan đến PAH, được hình thành ngay sau vụ nổ Big Bang, phổ biến khắp vũ trụ và liên kết với các ngôi sao và hành tinh mới.[25]